# Skommartjärnen (Ore socken, Dalarna)
Skommartjärnen är en sjö i Rättviks kommun i Dalarna och ingår i Dalälvens huvudavrinningsområde.